# Aarab Sebbah Ziz
Aarab Sebbah Ziz  (in arabo عرب صباح زيز‎?) è un centro abitato e comune rurale del Marocco situato nella provincia di Errachidia, regione di Drâa-Tafilalet. Conta una popolazione di 19 192 abitanti (censimento 2014).